# Uzarići
Uzarići är ett samhälle i Bosnien och Hercegovina.   Det ligger i entiteten Federationen Bosnien och Hercegovina, i den södra delen av landet, 80 km sydväst om huvudstaden Sarajevo. Uzarići ligger 275 meter över havet och antalet invånare är 1 400.
Terrängen runt Uzarići är huvudsakligen kuperad, men åt nordost är den bergig. Runt Uzarići är det ganska tätbefolkat, med 93 invånare per kvadratkilometer.. Närmaste större samhälle är Mostar, 14,3 km öster om Uzarići. 
Omgivningarna runt Uzarići är en mosaik av jordbruksmark och naturlig växtlighet.